# ArmaLite AR-50
AR-50 — однозарядна великокаліберна снайперська гвинтівка калібру 12,7×99 мм з ковзним затвором, розроблена американським виробником зброї ArmaLite. 

## Конструкція
Гвинтівка AR-50 має велику вагу та велике дулове гальмо, що сприяє зменшенню віддачі. AR-50 важить приблизно 15 кілограмів і є однозарядною гвинтівкою з ковзним затвором. Ствол товстий, щоб запобігти його вигину. Стволи AR-50 мають крок нарізів 1:15.
ArmaLite оновила гвинтівку до моделі AR50-A1B, яка відрізнялася більш плавним ходом затвора і посиленим дуловим гальмом. AR50-A1B був розроблений для стрільби на великі дистанції.
Виробник випускає гвинтівку в наступних конфігураціях:
- AR-50A1 під патрон 12,7×99 мм
- AR-50A1L, під патрон 12,7×99 мм, лівостороння версія
- AR-50-A1BNM, під стандартний патрон 12,7×99 мм з доопрацюваннями для використання патронів для спортивної стрільби.
- AR-50-A1B-416, під патрон .416 Barrett (10.4×83 мм)

## Реклама
У 2014 році міністр культури Італії розкритикував компанію Armalite за розміщення реклами із зображенням Давида Мікеланджело з гвинтівкою в руках. Міністр надіслав офіційне повідомлення та закликав Armalite прибрати зображення. Уряд Італії володіє авторськими правами на статую, а італійський закон говорить, що «естетична цінність роботи не може бути спотворена», за словами директора галереї Accademia. Материнська компанія Armalite, Strategic Armory Corps, оприлюднила заяву, в якій вибачилася за рекламу, яка, за її словами, мала «поганий смак» і була вилучена.